# Little Caesars

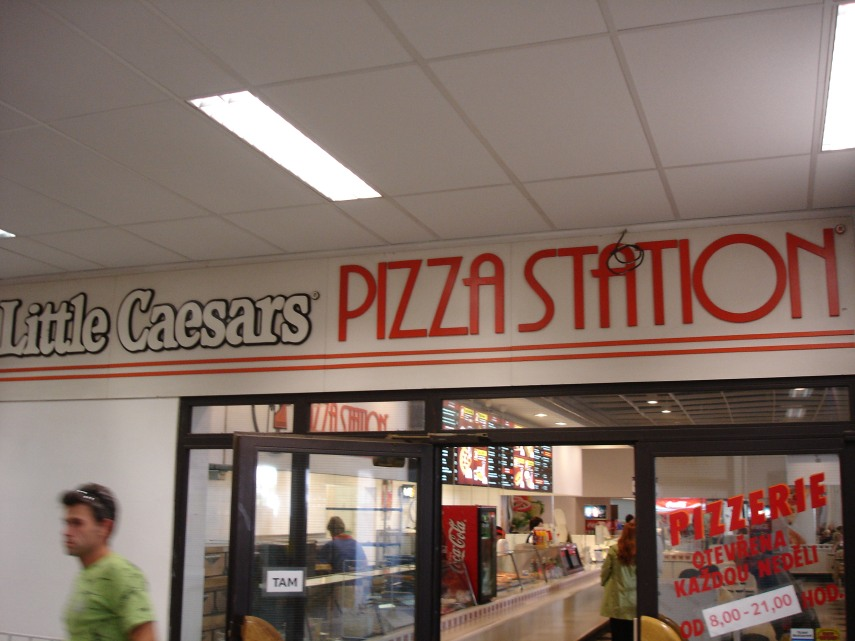
Ehemalige Little-Caesars-Filiale in Brünn, Tschechien

Little Caesars ist eine US-amerikanische Schnellrestaurantkette, die sich auf Pizza spezialisiert hat. In den USA ist sie mit 4.237 Restaurants im Jahr 2019 die Nummer drei hinter Pizza Hut und Domino’s, international liefert sie sich ein Kopf-an-Kopf-Rennen mit Papa John’s Pizza um den dritten Platz.

## Geschichte
Der mazedonisch-stämmige Unternehmer Mike Ilitch gründete am 8. Mai 1959 in Garden City, Michigan zusammen mit seiner Frau Marian die Little Caesar's Pizza Treat. Dort wurde das erste Restaurant, das es auch heute noch gibt, in einem Einkaufszentrum eröffnet.
Seit 1979 wirbt die in Detroit, Michigan ansässige Kette mit seinem einprägsamen Werbeslogan „Pizza, Pizza“. Dieser basierte ursprünglich auf der Werbetaktik, zwei Pizzen zum Preis von einer eines Konkurrenten anzubieten. 1985, bereits vier Jahre vor Wettbewerber Domino’s, nahm Little Caesars die so genannte pan pizza, welche auf eine Pfanne gebettet in den Ofen geschoben wird, in sein Sortiment auf. Im Jahr 1998 erhielt das Unternehmen mit 13.386 Pizzen die bis dato größte Bestellung überhaupt, angefordert durch die Bekleidungsfirma VF Corporation. Mit Hot-N-Ready bietet das Unternehmen seit 2004 eine große Salami-Pizza für fünf US-Dollar an, die ohne Vorbestellung und Wartezeit abgeholt werden kann.

## Produkte
Little Caesars ist hauptsächlich auf Pizza spezialisiert, bietet aber auch Beilagen wie Pizzabrot oder Chickenwings an. Neben den klassischen Produkten, hauptsächlich belegt mit Käse, Peperoni-Salami, Ananas oder italienischer Wurst, gibt es auch spezielle Pizzen mit Bacon oder Brezelteig im Rand, sowie eine vegetarische Variante.

## Ilitch Holdings
Seit 1999 ist Little Caesars Teil der familiengeführten Ilitch Holdings, welcher nach dem Tod Mike Ilitchs im Februar 2017 dessen Witwe Marian und der jüngste Sohn, Christopher, vorstehen. Die Holding besitzt auch einige professionelle Sportteams, darunter beispielsweise das Eishockey-Team Detroit Red Wings oder die Baseballmannschaft der Detroit Tigers.

## Verbreitung

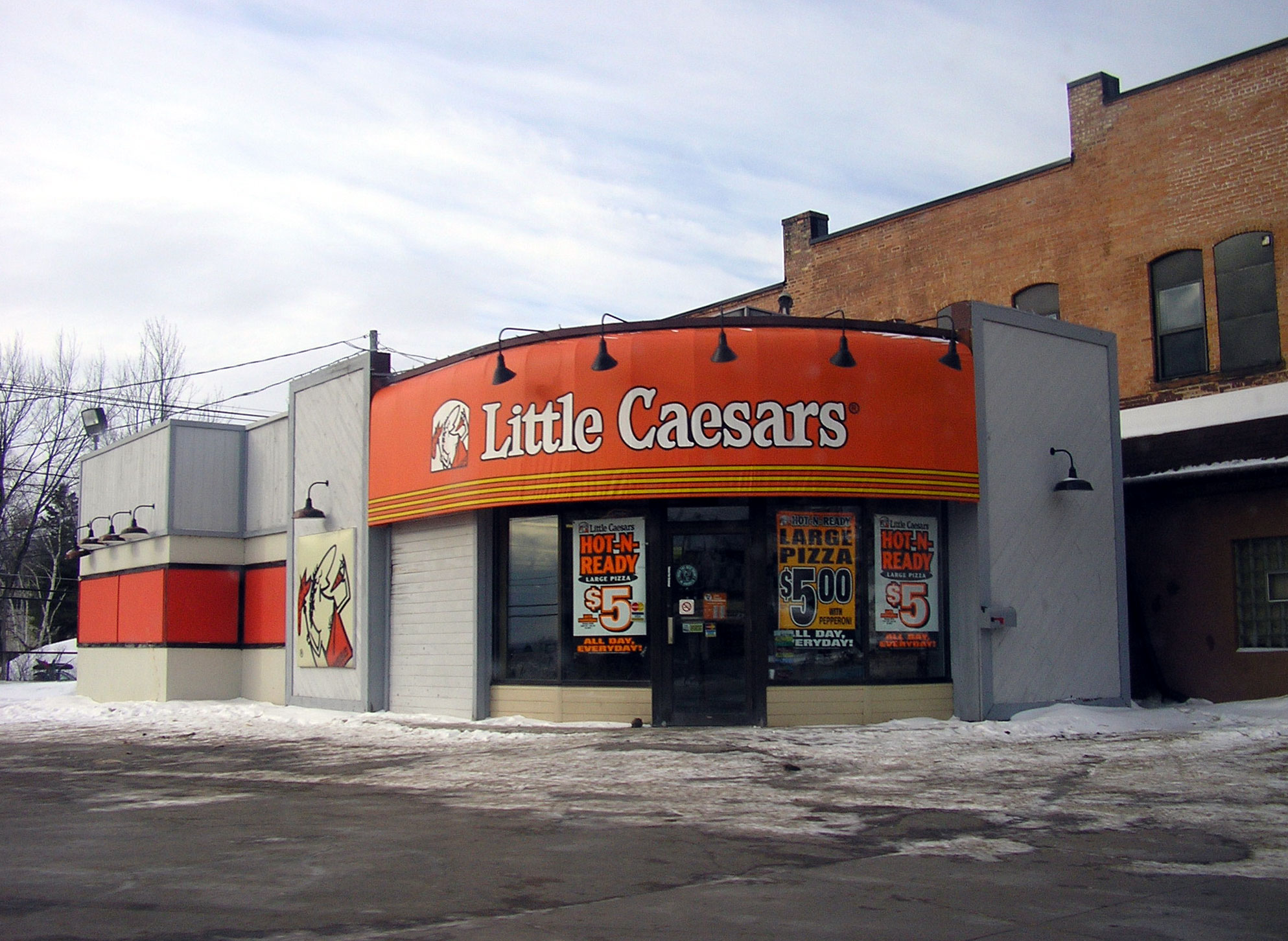
Typische Little-Caesars-Filiale, hier in Marquette, Michigan

Mit Stand vom 1. Juni 2018 war die Kette im Jahr 2017 mit 4.332 Restaurants in den Vereinigten Staaten vertreten, bereits seit 1987 in allen Staaten des Landes. Des Weiteren gibt es Filialen in Asien, Australien, Lateinamerika, Kanada und auf den karibischen Inseln.
Auf dem europäischen Markt gab es nur vereinzelte Filialen, beispielsweise in der Tschechischen Republik oder der Slowakei, angeschlossen an Ableger der US-amerikanischen Kmart-Supermärkte. In Deutschland, Österreich oder der Schweiz gibt es bislang kein Restaurant.

## Trivia
Das Unternehmen leistet diverse gemeinnützige Beiträge. So bietet es unter dem Motto The Little Caesars Love Kitchen beispielsweise seit 1985 Obdachlosen und Opfern von nationalen Katastrophen wie den Anschlägen vom 11. September 2001 Gratisprodukte an. Seit 2006 besteht ein Angebot für Kriegsveteranen, die Hilfe beim Eröffnen eigener Firmen benötigen.
Little Caesars-Gründer und -Besitzer Mike Ilitch engagierte sich zudem bis zu seinem Tod für die wirtschaftliche und infrastrukturelle Entwicklung seiner Heimatstadt Detroit und war unter anderem einer der Investoren der Little Caesars Arena, Detroits 2017 eröffneter neuester Multifunktions-Arena, zudem besaß Ilitch die Detroit Red Wings und die Detroit Tigers.